# レオネッサ
レオネッサ（伊: Leonessa）は、イタリア共和国ラツィオ州リエーティ県にある、人口約2,100人の基礎自治体（コムーネ）。

## 地理

### 位置・広がり
リエーティ県北部に位置するコムーネ。ポスタの村は、県都リエーティから北北東へ約20km、テルニから東へ約26km、アマトリーチェから西南西へ28km、州都・首都ローマから北東へ約85kmの距離にある。

#### 隣接コムーネ
隣接するコムーネは以下の通り。括弧内のPGはペルージャ県、TRはテルニ県所属を示す。
- カンタリーチェ
- カーシア (PG)
- チッタレアーレ
- フェレンティッロ (TR)
- ミチリアーノ
- モンテレオーネ・ディ・スポレート (PG)
- ポッジョ・ブストーネ
- ポリーノ (TR)
- ポスタ
- リヴォドゥトリ

### 気候分類・地震分類
レオネッサにおけるイタリアの気候分類 (it) および度日は、zona E, 2901 GGである。
また、イタリアの地震リスク階級 (it) では、zona 1 (sismicità alta) に分類される。

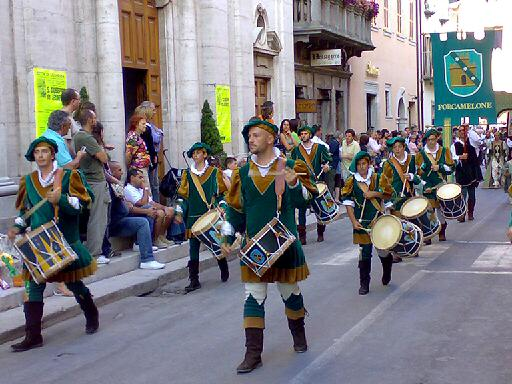
Tamburini di Forcamelone

## 行政

### 分離集落
レオネッサには以下の分離集落（フラツィオーネ）がある。
- Albaneto, Capodacqua, Casa Buccioli, Casale dei Frati, Casanova, Colleverde, Corvatello, Cumulata, Fontenova, Fuscello, Ocre, Pianezza, Piedelpoggio, Sala, San Clemente, San Giovenale, Sant'Angelo in Trigillo, San Vito, Terzone, Vallimpuni, Vallunga, Viesci, Villa Alesse, Villa Berti, Villa Bigioni, Villa Bradde, Villa Carmine, Villa Ciavatta, Villa Climinti, Villa Colapietro, Villa Cordisco, Villa Gizzi, Villa Immagine, Villa Lucci, Villa Massi, Villa Pulcini, Villa Zunna, Vindoli, Volciano

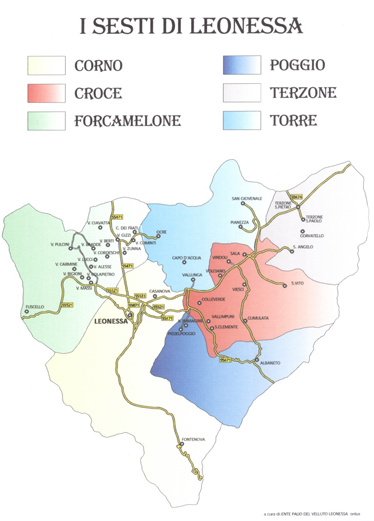
6つの地区